# РС-82
РС-82 і РС-132 (рос. Реактивний снаряд  калібрів відповідно 82 і 132 мм) — некеровані авіаційні боєприпаси  (що досягають цілі без корекції траєкторії в процесі польоту) класів «повітря - повітря» чи «повітря - земля», оснащені реактивним двигуном на бездимному пороху . 
Розроблені в СРСР в період з 1929 по 1937 р (початково у тому числі і під хімічні набої).
Широко використовувалися під час Німецько-Радянської війни 1941-1945 рр. Подальшим розвитком РС-82 і РС-132 стали снаряди M-8 і М-13, що використовувалися також в РСЗВ класу «земля - земля» БМ-8 і БМ-13.

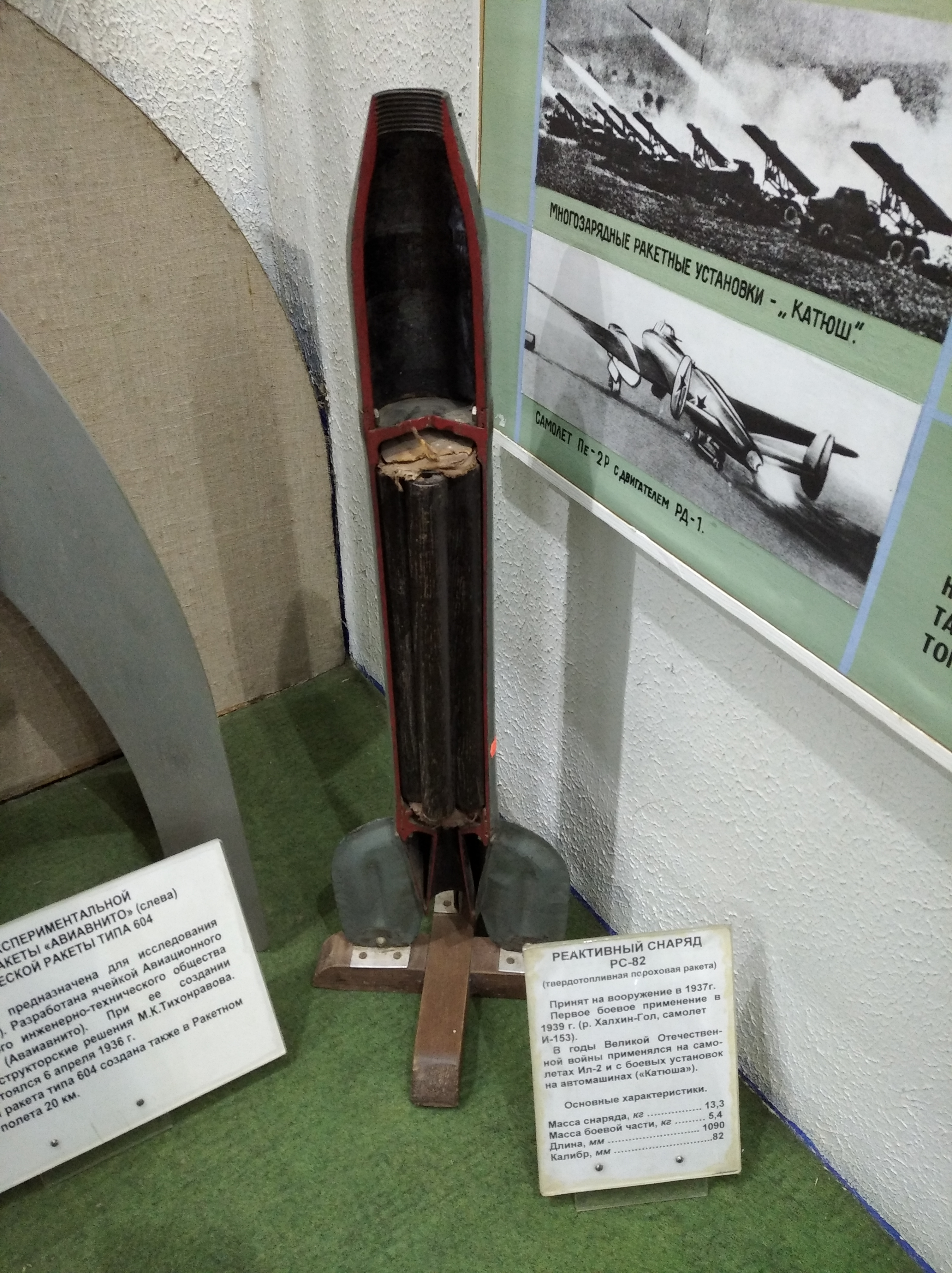
Реактивний снаряд РС-82 в розрізі. Центральний дім авіації та космонавтики.

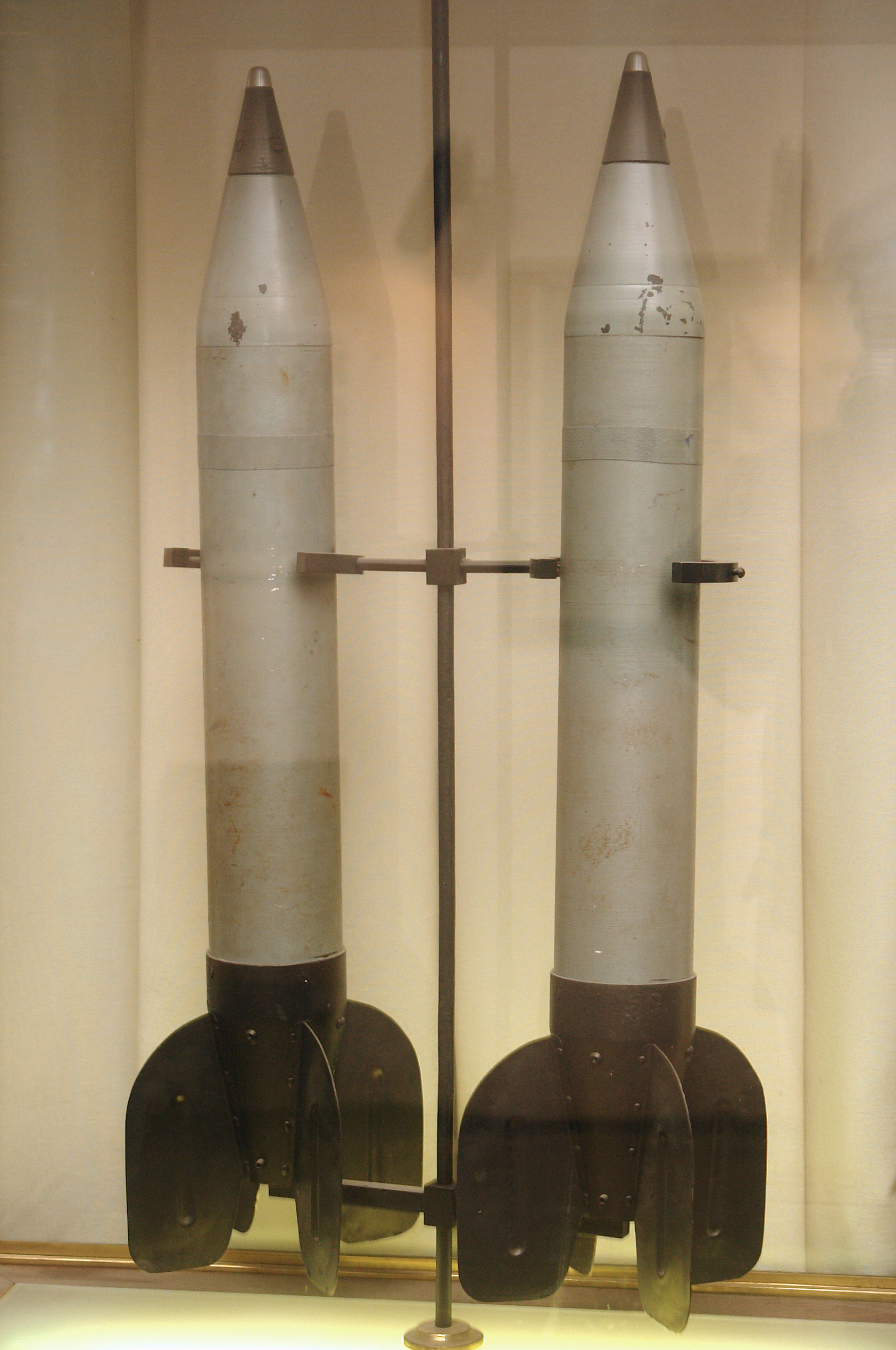
В основному схожі з реактивними снарядами РС-82 реактивні снаряди М-8, але головна частина РС-82 зроблена прямокутною для кращого утворення осколків. Музей космонавтики та ракетної технікт. Санкт-Петербург

## Історія створення
Для авіаційного реактивного снаряда при розробці конструктори  спочатку встановили стандартний калібр 76 мм. Проте, виробництво внесло свої корективи. Порохові шашки мали діаметр 24 мм. Таким чином, снаряд обраного калібру не міг бути споряджений пакетом з семи шашок. Налагодження виробництва призвело  б до затримок в випробуваннях, тому калібр снаряда був збільшений. З урахуванням товщини стінок ракетної камери і   її потовщень, був визначений калібр авіаційного реактивного снаряда  82 мм, а сам снаряд став називатися PC-82. Для прискорення робіт по створенню РС більшого калібру  використали вже готові і випробувані порохові шашки діаметром 24 мм. Пакет з 19 таких шашок вміщався до ракетної камери з внутрішнім діаметром 122 мм, що (з урахуванням товщини стінки ракетної камери і місцевих її потовщень) визначило калібр реактивного снаряда у 132 мм. Пізніше із налагодженням виробництва РС-132 почали споряджатися пакетом з шашок діаметром 40 мм.
Перше успішне випробовування ракетного снаряду відбулося у 1928 році. В подальших випробовуваннях визначилися два напрямки, пов'язані із покращенням стабілізації снаряду в польоті. Поміж фахівців знайшлися прихильники як активно-реактивного способу стабілізації, так і суто реактивного. Другий знижав точність, проте давав значний виграш за рахунок зменшення маси і вартості як снарядів, так і елементів пускових пристроїв.
Після численних спроб і випробовувань, РС-82 були прийняті на озброєння РСЧА в грудні 1937 року. РС-132 прийняті на озброєння через пів року: в липні 1938.

## Модифікації
| Модель               | Характеристики |
| -------------------- | --- |
| РС-82 (з 1942 М-8)   | Базова модифікація 82-мм реактивного снаряда, прийнята на озброєння в 1937 р                                       |
| РБС-82               | Бронебійний варіант, прийнятий на озброєння в 1942 р Бронепробивність до 50 мм по нормалі. Були на озброєнні Іл-2. |
| РОС-82               | Реактивний осколковий снаряд.                                                                                      |
| РОФС-82              | Варіант з осколково-фугасною БЧ.                                                                                   |
| ЗС-82                | Запальний РС. |
| ТРС-82               | Турбореактивний снаряд, розроблений в 1943 р                                                                       |
| РС-132 (з 1942 М-13) | Базова модифікація 132-мм реактивного снаряда, прийнята на озброєння в 1938 р                                      |
| РБС-132              | Бронебійний варіант, прийнятий на озброєння в 1942 р Бронепробивність до 75 мм по нормалі. Були на озброєнні Іл-2. |
| РОФС-132             | Варіант з осколково-фугасною БЧ.                                                                                   |
| РОС-132              | Реактивний осколковий снаряд.                                                                                      |
| ЗС-132               | Запалювальний РС.                                                                                                  |
| ТРС-132              | Турбореактивний снаряд, розроблений в 1943 р                                                                       |

## Бойове застосування

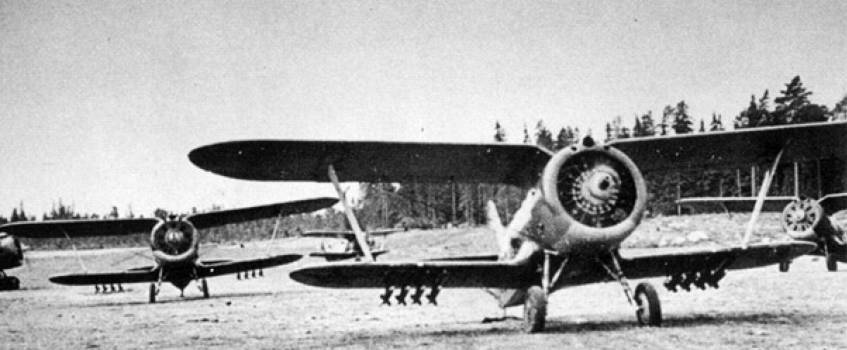
РС-82 на І-153. Передвоєнне фото

РС-82 був  на озброєнні швидкісних бомбардувальників з липня 1938 г. Перша бойове застосування РС-82 відбулося 20 серпня 1939 на річці Халхін-Гол. Ланка з п'яти винищувачів під командуванням к-на Звонарьова снарядами РС-82 з відстані близько 1 км збили 2 японських літака  .
По першому технічному завданню снаряди було сплановано споряджати запальними сумішами і бойовими отруйними речовинами. Проте, снаряди із запальними сумішами виявилися неефективними, а хімічна зброя не була застосована з політичних міркувань.
В ході Радянсько-Фінської війни 1939-1940х рр. застосовувалися установки на базі бомбардувальників АНТ-40 (снаряди РС-132).
У липні 1941 року на озброєння реактивної артилерії був прийнятий авіаційний реактивний снаряд РС-82, який отримав індекс М-8. Невелике число цих снарядів було ще до війни, а після початку війни був налагоджений їх масовий випуск. У вересні 1941 - лютому 1942 року в НДІ-3 була розроблена нова модифікація снаряда М-8, яка мала таку ж дальність (близько 5000 м), але удвічі більше вибухової речовини (581 г) в порівнянні з авіаційним снарядом (375 г). До кінця війни був прийнятий на озброєння 82-мм снаряд М-8 з балістичним індексом ТС-34 і дальністю стрільби 5,5 км.
Траплялися випадки застосування РС-82  в якості оборонної зброї на бомбардувальниках — установка з ракетами розгорталася для стрільби назад, при цьому трубки детонаторів могли встановлюватися на різну дистанцію (різний час підриву). Розриви ракет перешкоджали атакам винищувачів із задньої напівсфери, а якщо льотчиком була точно визначена дистанція до літака, то противник міг бути збитий безпосередньо реакривним снарядом.
Були спроби застосування РС проти броньованих об'єктів, що не дало бажаного результату. Проте, застосування їх проти живої сили і неброньованої техніки за межами укриттів мало неабияку ефективність. Особливо на початку застосування, що мало приголомшливий психологічний вплив на супротивника.
| Модифікація | Носії                    | Примітка |
| РС-82       | МіГ-3, І-153, І-16, Іл-2 |          |
| РС-132      | СБ, Іл-2                 |          |

## Це цікаво
- Один із засобів застосування РС-82, літак І-16 в народі називали "ішаком". Так само "ішаком", але по іншу сторону від лінії фронту, називали реактивні установки Небельверфер. Снаряди до "Туманомета" спочатку теж розроблялися, в основному, в інтересах військових хіміків: постановка димових завісів і застосування бойових отруйних речовин. Як РСЧА, так і Вермахт не застосовували хімічної зброї на полі бою.